# Prethopalpus tropicus
Espèce
Prethopalpus tropicus est une espèce d'araignées aranéomorphes de la famille des Oonopidae.

## Distribution
Cette espèce se rencontre en Australie dans le Nord du Queensland et dans le Sud de la Papouasie-Nouvelle-Guinée,.

## Description
Le mâle holotype mesure 1,27 mm et la femelle paratype 1,64 mm.

## Publication originale
- Baehr, Harvey, Burger & Thoma, 2012 : The new Australasian goblin spider genus Prethopalpus (Araneae, Oonopidae). Bulletin of the American Museum of Natural History, no 369, p. 1-113 (texte intégral).